# Vitalisia (sprinkhanen)
Vitalisia is een geslacht van rechtvleugeligen uit de familie veldsprinkhanen (Acrididae). De wetenschappelijke naam van dit geslacht is voor het eerst geldig gepubliceerd in 1914 door Bolívar.

## Soorten
Het geslacht Vitalisia omvat de volgende soorten:
- Vitalisia bangiensus Mahmood, Samira & Idris, 2007
- Vitalisia cerambycina Bolívar, 1914